# Jose Daniel Gemy
Jose Daniel Gemy (ur. 11 września 1992 w Santa Cruz) – boliwijski szachista, mistrz międzynarodowy od 2012 roku.

## Kariera szachowa
Urodził się w Santa Cruz. Studiował prawo i szkoli innych szachistów. W 2009 przeprowadził się z matką i młodszym bratem do Madrytu, gdzie zapisał się do akademii La Casa del Ajedrez specjalizującej się w nauce o szachach. Do 2011 znacznie podniósł swój poziom i udało mu się uzyskać tytuł mistrza fide.
Zdobył mistrzostwo Panamerykańskich juniorów w 2012 roku, i mistrzostwa Boliwii w latach 2012–2013, 2015–2017 i 2020. Reprezentował Boliwię na Olimpiadzie szachowej, w latach: 2008, 2010, 2012 i 2014. W czerwcu w 2022 roku uczestniczył w turnieju Julia Graton Squarizi Mem, który odbył się w Sales Oliveira, plasując się na 5. miejscu. W 2017 roku zagrał w turnieju Acre GM Tournament, gdzie zajął 8. lokatę. 17 sierpnia 2022 roku wziął udział w turnieju 3rd Tras-os-Montes Open, plasując się na 12. pozycji. W 2023 uczestniczył w turnieju Rio Chess Open Tournament, zajmując 8. lokatę. W sierpniu 2023 zagrał w turnieju Grafica Yael ITT 2023, zajął 3. miejsce wraz z Faustino Oro.
Najwyższy ranking w dotychczasowej karierze osiągnął 1 sierpnia 2015 roku, z wynikiem 2418 punktów.